# Thorbjörn Fälldin
Nils Olof Thorbjörn Fälldin (Västby, 24 de abril de 1926 – Västby, 23 de julho de 2016) foi um político sueco do Partido do Centro. Ocupou o cargo de primeiro-ministro da Suécia entre 1976 e 1978, e entre 1979 e 1982.